# Commanderie du Feuilloux
La commanderie du Feuilloux se situe à Avril-sur-Loire, dans le département de la Nièvre, à 18 km au sud-est de Magny-Cours et à 27 km au sud-est de Nevers.

## Historique
L'origine de cette commanderie est indéterminée et aucun élément historique n'apporte la preuve de son éventuelle appartenance à l'ordre du Temple avant une supposée dévolution à l'ordre de Saint-Jean de Jérusalem. Pour certains auteurs, cette commanderie est d'origine hospitalière. Du temps des Hospitaliers, ce fut d'abord une commanderie autonome de la langue d'Auvergne qui fut ensuite réunie avec la commanderie de La Croix-au-Bost (Saint-Domet, département de la Creuse).
Avant la révolution française, les membres de La Croix-au-Bost étaient: Saint Jean de La Bruyère, Saint Jean de l'Espinats, Saint Jean de Gourssaget, Saint Jean et Saint Biaise du Beauchassin, Saint Jean de Palluet, Saint Jean du Peulhoux et Nostre Dame de l'Hôpital Saint Jean de Lissy
Sur une carte de l'évêché de Nevers publiée en 1669, la commanderie figure sous le nom de Fouillouse.

### Commandeurs
- Frère Charles Mignot, commandeur du Feuilloux
- Frère Israël de Moussière (de Moussier), commandeur de la Croix-au-Bost (Croix-au-Vaux), seigneur de la commanderie du Feuilloux et autres dépendances (1733)

## Possessions
L'ensemble des bâtiments formait un carré, la chapelle se trouvant au sud.
Parmi les membres ou annexes de la commanderie:
1. Une chapelle sous le vocable de Notre-Dame dont il ne subsiste plus rien. Elle était située sur la commune de Saint-Benin-d'Azy, à l'époque paroisse de Saint-Christophe d'Azy. Le seul souvenir de cette ancienne possession de l'ordre de Saint-Jean de Jérusalem et de la commanderie du Feuilloux est le « bois de L'Hopitôt »[3].
  1. L'Hospital de Nostre-Dame de St-Christophe d'Arcy (1674, Archives nationales 48 H.702)
  2. Saint Jean du Peulhoux et Nostre Dame de l'Hôpital Saint Jean de Lissy, membres en dépendans (A.N. 48 H.1658)
  3. Chapelle de Saint-Jean de Lissy, paroisse Saint-Christophe d'Azy (1714)
  4. La chapelle de N.-D. de l'Hôpital de Saint-Jean de Lichy, en la paroisse de Saint-Christophe-d'Ars [sic] (Niepce 1883, p. 301)

## État
Seule la chapelle datant du XIIe siècle, reconvertie en écurie et en grenier, subsiste de nos jours. Cette chapelle possède une nef non voûtée, une abside en cul-de-four et une porte carrée surmontée d'un fronton. Sur ce dernier, on peut distinguer une croix potencée avec les caractères A et Ω dans les coins inférieurs. Sur la même pierre se trouve l'inscription suivante : « pax huic domui bene fondatae supra firmam petvam domus domini ».

## Sources
- Europeana Consultation-Répertoire archéologique du département de la Nièvre, par M. le Cte de Soultrait, 1875